# Leichtathletik-Weltmeisterschaften 2011/Teilnehmer (Uruguay)
| Gelbes Symbol für Goldmedaillen mit stilisierten Olympischen Ringen | Graues Symbol für Silbermedaillen mit stilisierten Olympischen Ringen | Braundes Symbol für Bronzemedaillen mit stilisierten Olympischen Ringen |
| ------------------------------------------------------------------- | --------------------------------------------------------------------- | ----------------------------------------------------------------------- |
| —                                                                   | —                                                                     | —                                                                       |

Der Leichtathletik-Verband Uruguays stellte bei den Leichtathletik-Weltmeisterschaften 2011 im koreanischen Daegu zwei Teilnehmer.

## Ergebnisse

### Männer

#### Laufdisziplinen
| Athlet       | Disziplin    | Vorlauf | Vorlauf | Halbfinale | Halbfinale | Finale        | Finale        |
| Athlet       | Disziplin    | Zeit    | Platz   | Zeit       | Platz      | Zeit          | Platz         |
| ------------ | ------------ | ------- | ------- | ---------- | ---------- | ------------- | ------------- |
| Andrés Silva | 400 m Hürden | 49,48 s | 15      | 49,63 s    | 16         | ausgeschieden | ausgeschieden |

### Frauen

#### Laufdisziplinen
| Athletin          | Disziplin    | Vorlauf | Vorlauf | Halbfinale    | Halbfinale    | Finale        | Finale        |
| Athletin          | Disziplin    | Zeit    | Platz   | Zeit          | Platz         | Zeit          | Platz         |
| ----------------- | ------------ | ------- | ------- | ------------- | ------------- | ------------- | ------------- |
| Déborah Rodríguez | 400 m Hürden | 59,52 s | 35      | ausgeschieden | ausgeschieden | ausgeschieden | ausgeschieden |